# Hexatoma licens
Hexatoma licens är en tvåvingeart som beskrevs av Alexander 1942. Hexatoma licens ingår i släktet Hexatoma och familjen småharkrankar. Inga underarter finns listade i Catalogue of Life.